# Bonner Platz (metropolitana di Monaco di Baviera)
Bonner Platz è una stazione della metropolitana che serve la linea U3 a Monaco di Baviera.
La stazione è stata aperta l'8 maggio 1972 per i Giochi della XX Olimpiade.
Nel 2020 la stazione di Bonner Platz, insieme ad altre 4 stazioni del primo tronco della metropolitana monacense, venne posta sotto tutela monumentale (Denkmalschutz) per la sua importanza storica.